# Лобковая вошь
Лобко́вая вошь (также встречаются названия площи́ца, фти́рус) (лат. Pthirus pubis, от др.-греч. φθείρ — вошь) — вид эктопаразитических насекомых из подотряда вшей (Anoplura), живущих на теле человека.
В 1815 году Уильям Лич выделил этот вид в новый род, которому присвоил латинское название Pthirus, по ошибке пропустив букву «h» в «ph». В 1817 году Лич исправил ошибку, употребив Phthirus, однако с 1958 года используется первоначальный вариант.
Согласно молекулярным исследованиям лобковая вошь отделилась от вида Pthirus gorillae около 3,3 миллиона лет назад.

## Строение

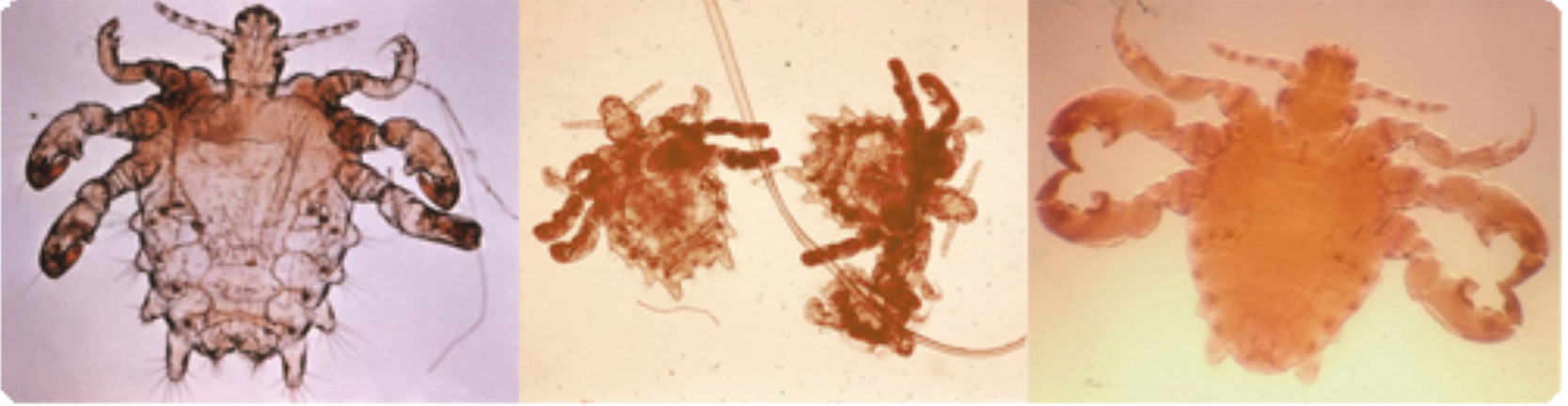
Лобковые вши

Размеры лобковой вши достигают примерно 1—3 мм. Самки крупнее самцов в 1,5 раза.

## Локализация на теле человека
Лобковые вши обитают преимущественно в лобковой зоне, на половых органах, вокруг анального отверстия, реже в других покрытых волосами областях: в подмышечных впадинах, на груди и в зоне живота. В отличие от вши человеческой, никогда не обитает на волосистой части головы. Это связано с тем, что конечности лобковой вши приспособлены только для удерживания и перемещения по волосам треугольного сечения, в отличие от волосяного покрова головы, имеющего круглое сечение волоса. Питается исключительно кровью своего хозяина. Без пищи умирает в течение 24 часов. Заболевание, вызываемое поражением этим насекомым, называется лобковый педикулёз или фтириаз.
Имеются случаи педикулёза из-за лобковых вшей на ресницах.
Некоторые исследователи предполагают, что увеличение процента людей, удаляющих лобковые волосы, привело популяцию лобковых вшей у населения в некоторых частях мира на грань вымирания.

## В культуре
- Югославская группа «Bijelo Dugme» на одноименном альбоме[англ.] 1984 года посвятила композицию «Pediculis pubis» (эрративное написание фтириаза) негативным последствиям полового контакта с носителями заболевания.
- Лобковой вши посвящена песня «Ядрёна вошь» группы «Сектор Газа» из одноимённого альбома 1990 года.
- Лобковой вши посвящён куплет «Частушек» группы «Красная Плесень» из «Первого Альбома 1991—1994».
- «The Crablouse» — песня бельгийской группы электронной музыки «Lords of Acid» с альбома «Voodoo-U» 1994 года.
- «Pthirus Pubis» — одна из композиций российской нойз-группы «Bacillus Anthracis» с альбома «Sexually Transmitted Infection» 2016 года.